# Верхний Калтан
Верхний Калтан — посёлок в Новокузнецком районе Кемеровской области. Входит в состав Центрального сельского поселения.

## География
Центральная часть населённого пункта расположена на высоте 240 метров над уровнем моря.

## Население
По данным Всероссийской переписи населения 2010 года, в посёлке Верхний Калтан проживает 59 человек (32 мужчины, 27 женщин).

## Известные уроженцы
- Шелковников, Николай Романович (1917—1982) — Герой Советского Союза.